# Somorja
Somorja (szlovákul Šamorín, németül Sommerein, latinul Fanum Sancte Mariae) város Szlovákiában, a Nagyszombati kerület Dunaszerdahelyi járásában. A Csallóköz középkori kereskedelmi központja. Bucsuháza, Csölösztő, Királyfia és Tejfalu tartozik hozzá.

## Fekvése
Pozsonytól 22 km-re délkeletre, a Duna bal partján fekszik.

## Nevének eredete
Nevét Szűz Mária tiszteletére szentelt középkori templomáról kapta. A Sancta Maria név az idők folyamán Somorjává alakult át.

## Élővilága
Kunszt Károly 1895-ben gyűjtött Somorjáról hamvas rétihéja fészekaljat.

## Története

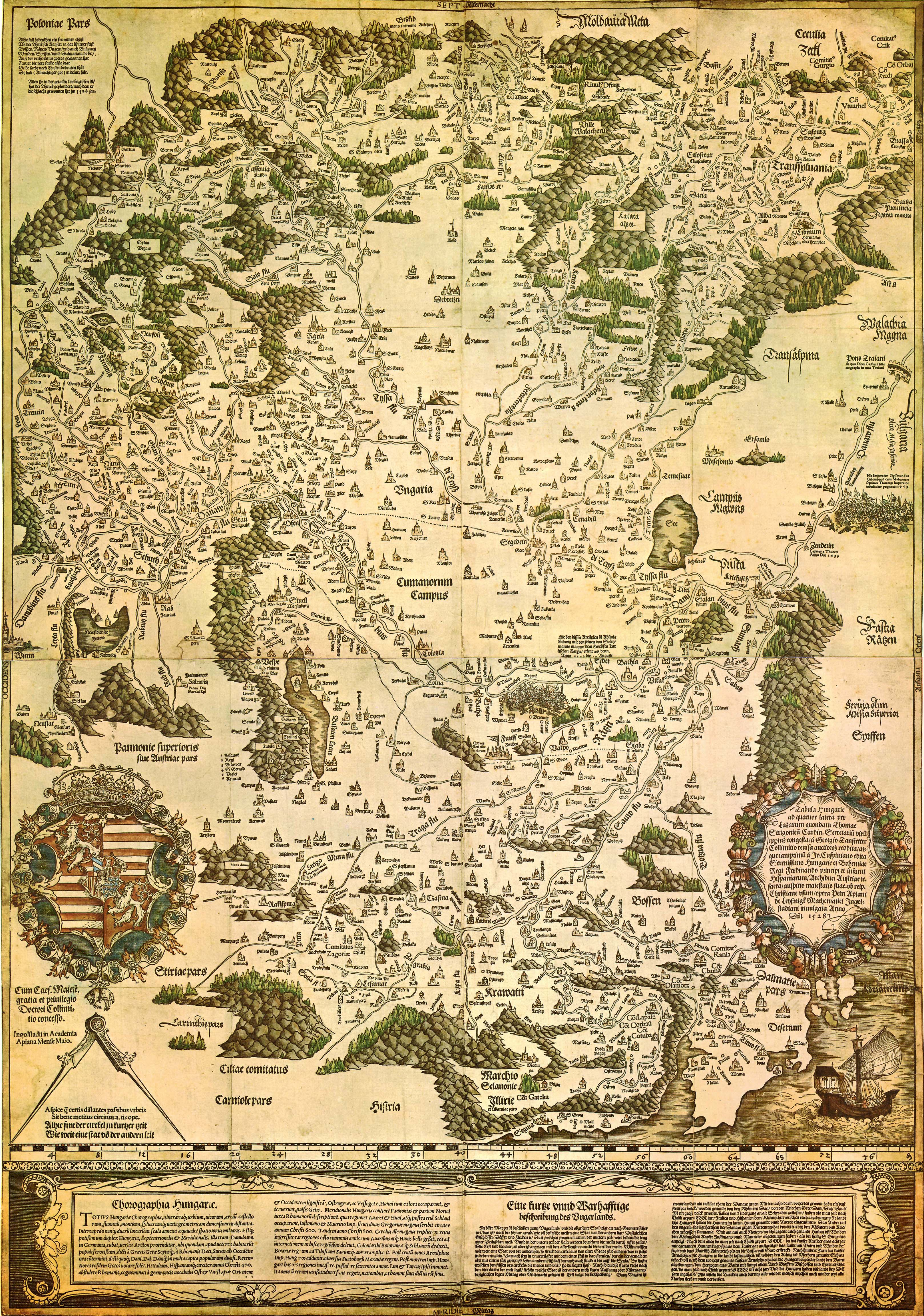
Zamaria 1528 körül (Tabula Hungariae)
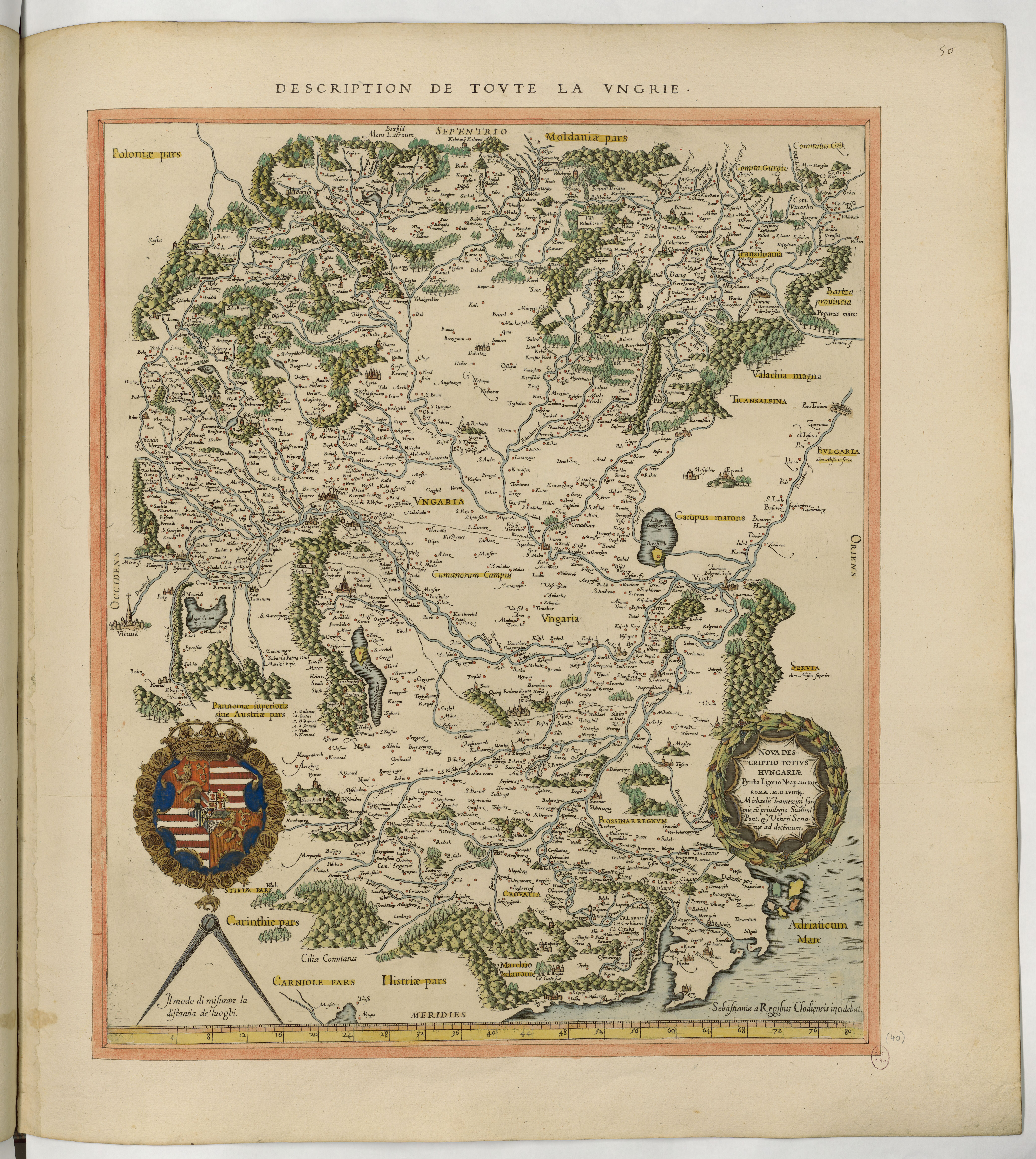
Pirro Ligorio - Nova descriptio totius Hungariae (1559)
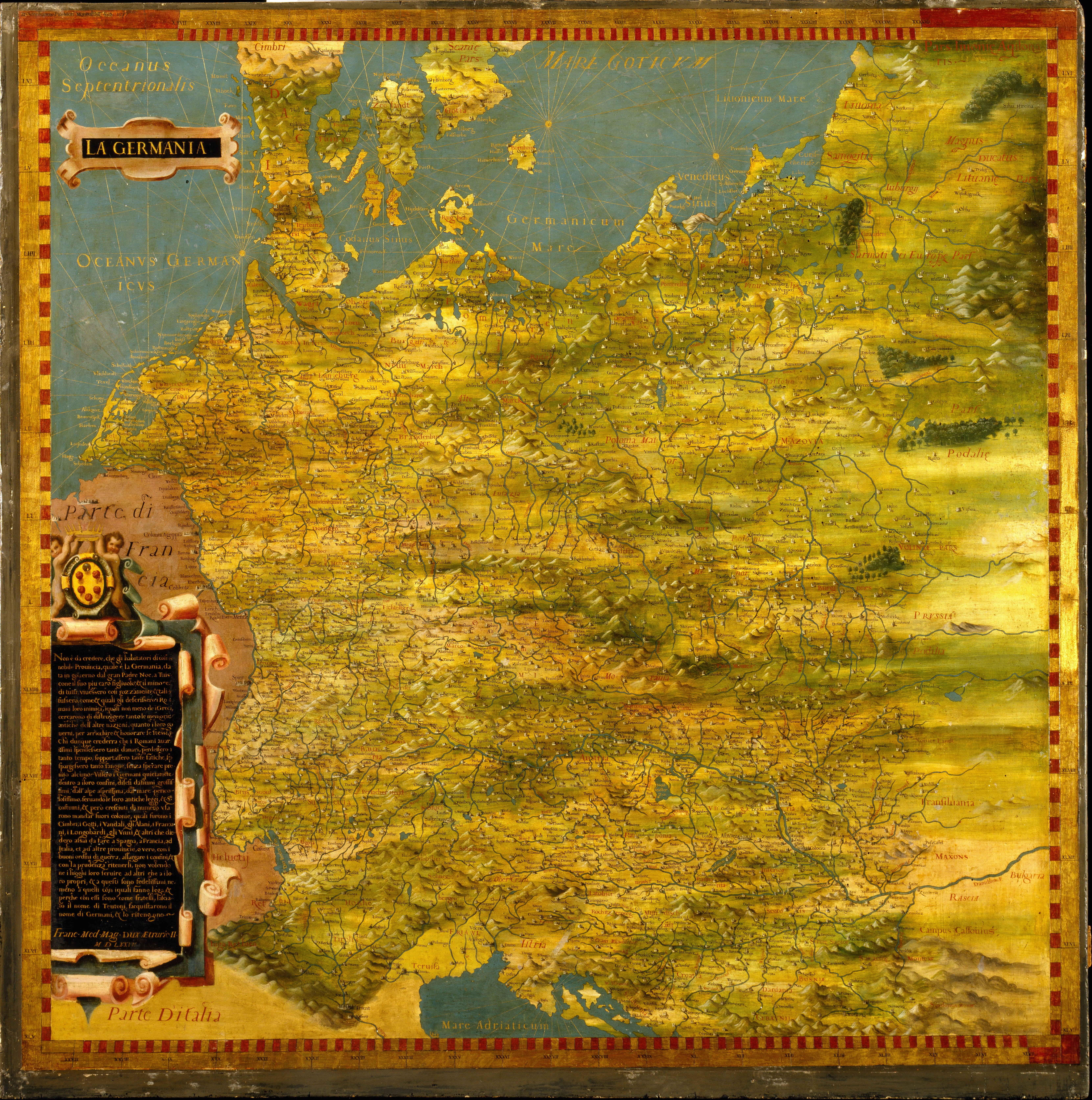
Somorja (Sumareijn) az 1577-es firenzei térképen
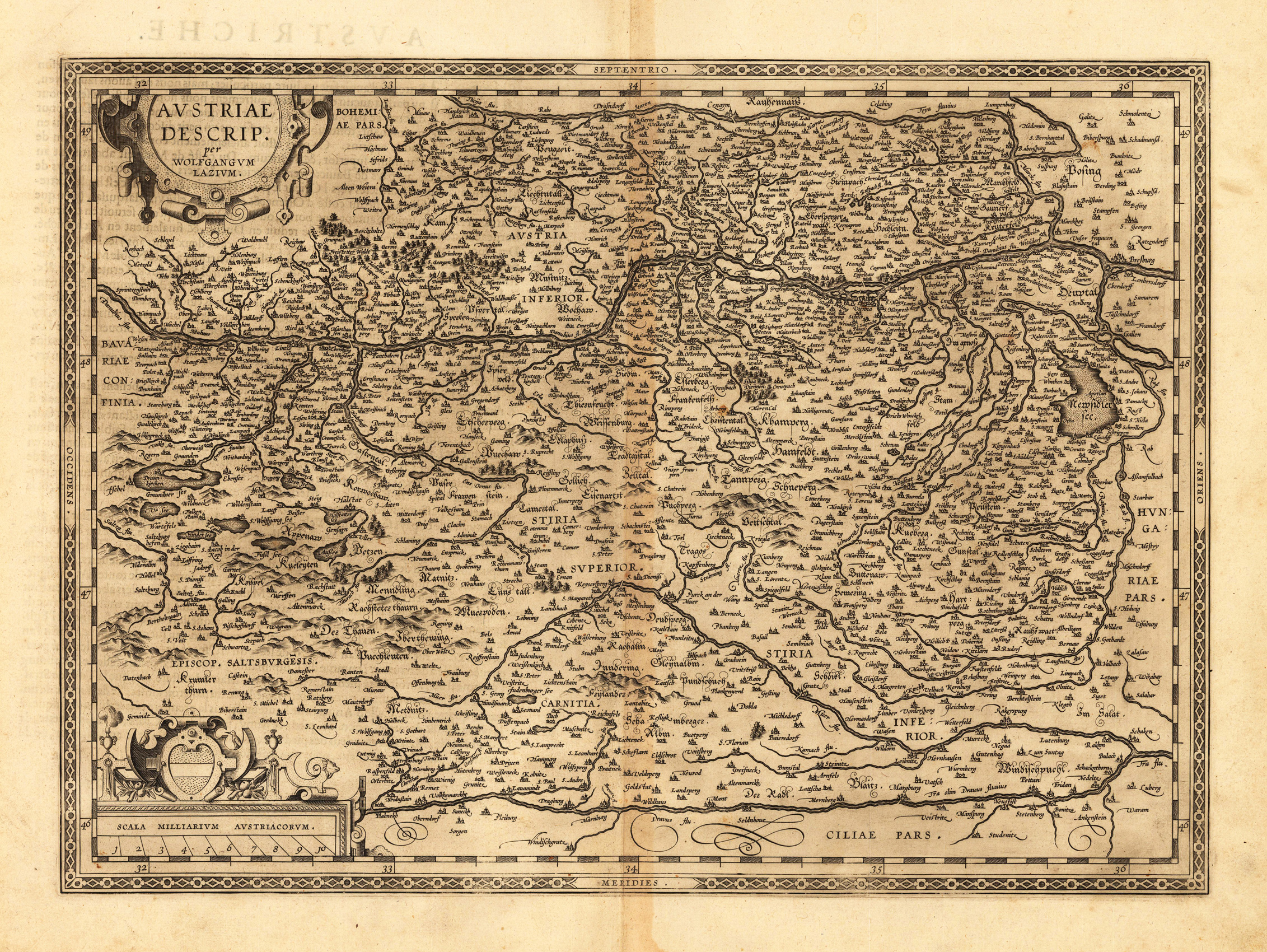
Samarem az 1598-as Lazius térképen

Először 1238-ban említik templomát „ecclesia Sancte Mariae" néven (azon oklevél hitelességével kapcsolatban kétségek merültek fel). Az első hitelesnek vélt írásos emlék 1285-ből származik, ebben Somorját „Villa Sancte Márie" alakban említik. 1287-ben „Zenthmarya”, 1383-ban „Samaria”, 1406-ban „Sand Marein", 1513-ban „Zenth Maria" néven említik a korabeli források. 1287-ben Károly pozsonyi várispán kapta adományként. 1405-ben Zsigmond királytól szabad királyi városi jogokat és vámmentességet kapott, ekkor lakosai erődfallal vették körül. 1411-ben vásártartási jogot kapott. 1410-től többször elzálogosították. Mátyás 1465-ben megerősítette Somorja eredeti kiváltságait, 1589-ben azonban elvesztette szabad királyi városi rangját, s mezővárossá lett. Győr eleste (1594) után a város jelentősége megnőtt. Egykori erődítményeinek már nyoma sincs. 1580-ban Pálffy Miklós szerezte meg és a pozsonyi várispánsághoz csatolta.
A 17. századtól a pozsonyi uradalom egyik központja, a Csallóköz nyugati részének gazdasági központja. A 16. századtól egymás után alakultak meg céhei. Előbb a szűcsök és gombkötők, majd a 17. századtól a kovácsok, a lakatosok, a bognárok, csizmadiák, molnárok, később az asztalosok, az ácsok, cipészek, fazekasok, szabók és kőművesek alakították meg céhüket.
1683-ban a Bécs elleni hadjárat során a várost felgyújtották. Az épülő városfalat soha nem fejezték be. 1689-ben I. Lipót császár törvényhatósági és közigazgatási jogokkal ruházta fel. 1710-ben Somorjánál több nagy vizát fogtak ki, a legnagyobb 320 fontot nyomott. 1712 és 1805 között növekedett a város által tartható vásárok száma. A paulánusok 1690-ben telepedtek meg itt és felépítették kolostorukat. A Legkisebb Testvérek Rendjének (paulánusok), melyet Paolai Szent Ferenc alapított, ez volt az egyetlen kolostora a Magyar királyság területén. A 18. században 13 malom és sörfőzde működött a településen. Az adóösszeírások szerint 1550-ben 110, 1564-ben 72, 1588-ban 69 portája adózott. 1870-ben a Magyar Nemzeti Múzeumba került egy 540 darabos, a város határában előkerült pénzlelet egy része, amely 17. századi magyar uralkodók vereteit tartalmazta. 1715-ben 4 malma és 198 adózó háztartása volt. 1828-ban 412 házában 2990 lakos élt. Hitelintézetét 1894-ben alapították. Az első világháború idején területén hadifogolytábor működött, ahol főként orosz és olasz hadifoglyok raboskodtak.
A trianoni békeszerződésig Pozsony vármegye Somorjai járásának székhelye volt. 1927-ben Khin Antal tanár múzeumot alapított a városban. Egykori gyűjteményeinek egy része ma a pozsonyi Nemzeti Múzeum raktáraiban található.
Az első bécsi döntést követően Magyarországhoz került.

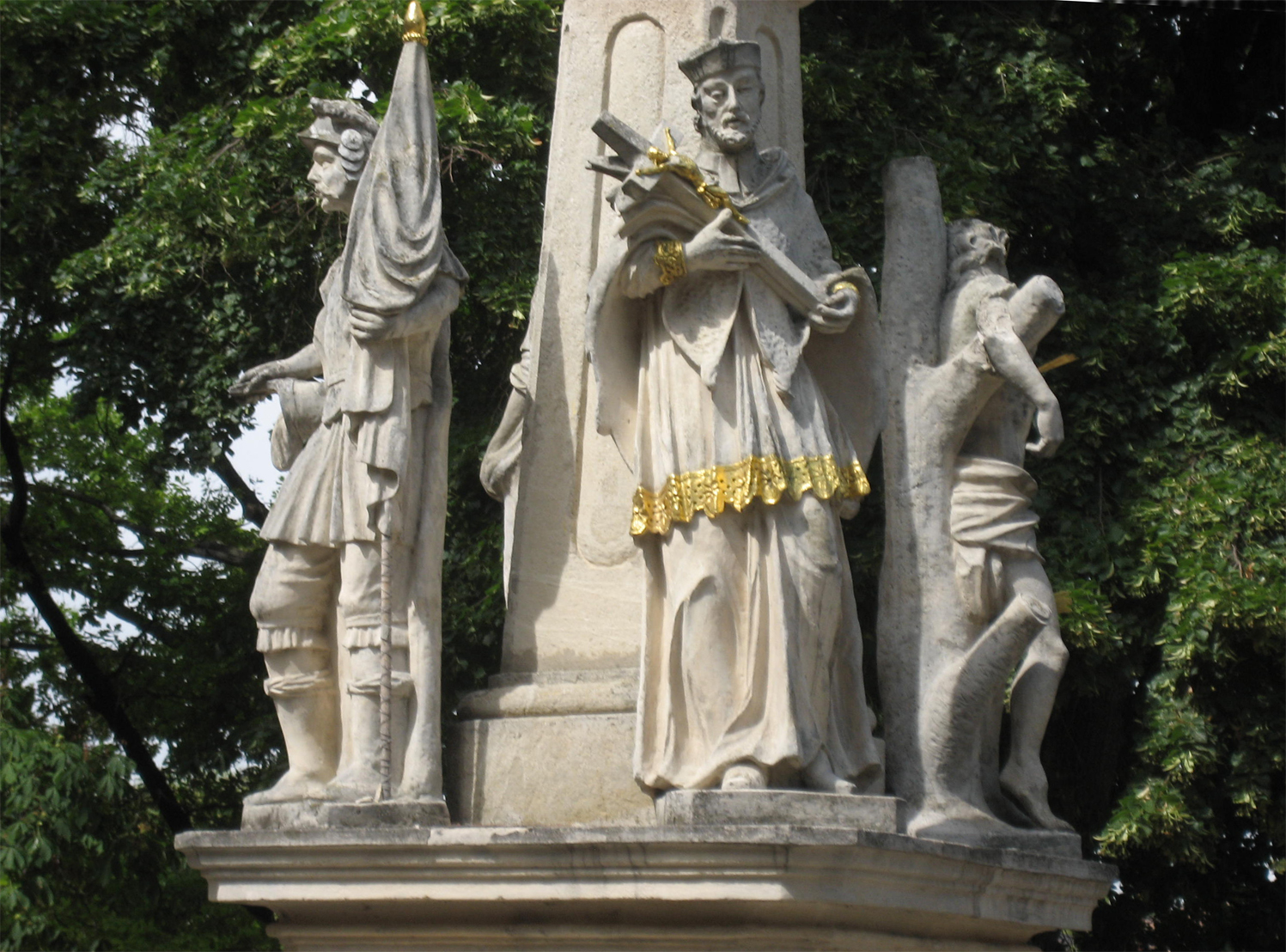
Nepomuki szobor, Somorja

## Somorja régi honismereti művekben
- Somorja története Pozsony vármegye monográfiájában is szerepel.
- 1514-ben itt alakult meg Magyarország első Gombkötő céhe.

## Népessége
| Év:            | 1994.  | 2004.   | 2014.   | 2024.   |
| -------------- | ------ | ------- | ------- | ------- |
| Emberek száma: | 12 182 | 12 339  | 13 028  | 13 672  |
| Eltérés:       |        | +1,28 % | +5,58 % | +4,94 % |

| Év:            | 2023.  | 2024.   |
| -------------- | ------ | ------- |
| Emberek száma: | 13 635 | 13 672  |
| Eltérés:       |        | +0,27 % |

1880-ban 2709 lakosából 2271 magyar, 249 német és 87 szlovák anyanyelvű volt. Ebből 1726 római katolikus, 585 evangélikus, 251 református és 147 izraelita vallású volt.
1890-ben 2643 lakosából 2413 magyar és 74 szlovák anyanyelvű volt.
1900-ban 3027 lakosából 2590 magyar és 191 szlovák anyanyelvű volt.
1910-ben 2930 lakosából 2699 magyar, 112 német és 114 szlovák anyanyelvű volt. Ebből 2103 római katolikus, 370 evangélikus, 228 református és 225 izraelita vallású volt.
1921-ben 3144 lakosából 2731 magyar, 53 német, 121 zsidó és 157 csehszlovák volt.
1930-ban 3586 lakosából 2756 magyar, 164 német, 170 zsidó, 423 csehszlovák és 67 állampolgárság nélküli volt. Ebből 2719 római katolikus, 310 evangélikus, 218 református és 318 izraelita vallású volt.
Bucsuházán 223 magyar és 3 csehszlovák élt. Csölösztőn 218 magyar és 44 csehszlovák élt. Királyfián 56 magyar élt. Tejfalun 639 magyar és 9 csehszlovák élt.
1941-ben 3474 lakosából 3397 magyar (98%), 38 német, 17 szlovák és 6 egyéb nemzetiségű volt.
1970-ben 5957 lakosából 4479 magyar és 1404 szlovák volt.
1980-ban 9677 lakosából 7016 magyar és 2488 szlovák volt.
1991-ben 12 051 lakosából 8561 magyar (71%), 3307 szlovák (27,4%), 95 cseh, 43 cigány volt.
2001-ben 12 143 lakosából 8091 magyar (66,6%) és 3760 szlovák (31%).
2011-ben 12 726 lakosa volt, ebből 7309 magyar, 4365 szlovák, 63 cseh, 28 cigány, 14 német és 862 ismeretlen nemzetiségű volt. Anyanyelvi megoszlás: 7558 magyar, 4084 szlovák, 67 cseh, 12 német, nem válaszolt 935 fő.
2021-ben 13628 lakosából 6752 (+431) magyar, 5603 (+371) szlovák, 24 (+41) cigány, 3 (+10) ruszin, 245 (+25) egyéb és 1001 ismeretlen nemzetiségű volt.

## Oktatás
A kisvárosban magyar és szlovák nyelvű alapiskola is működik. 2009-ben 484 gyermek tanult magyar, 828 pedig szlovák nyelven.

## Politika
A 2002-es parlamenti választásokon lakosságának 72,8 százaléka a Magyar Koalíció Pártját támogatta. A 2010-es önkormányzati választások eredményeként 19 tagú képviselő-testületét a Magyar Közösség Pártja 15, a Most–Híd egy, és három független képviselő alkotja.

## Nevezetességei
- Református templom, Csallóköz egyik legrégibb temploma, amely eredetileg a 13. század második felében épült, késő román stílusban. Később mellékhajókkal bővítették és erődszerűen, lőrésablakokkal látták el. A 15. században gótikus stílusban átalakították, korabeli freskói vannak. A 18. század végén kapták meg a reformátusok, amikor az új templomkomplexum elkészült. A templom közelében 12-13. századi karner (csontház) alapjait sikerült feltárni.[10]
- A római katolikus templomot és a rendházat a paulánusok építették 1778-ban barokk stílusban.
- evangélikus temploma 1785-ben épült, klasszicista stílusban.
- Zsinagógáját 1912-ben emelték.
- A településnek honismereti gyűjteménye is van Honismereti ház néven.
- Hombauer Ferenc A Duna és áldozatai című tölgyfából készült szobrát 2003 áprilisában avatták fel Csölösztőn.
- A dunaszerdahelyi út mellett, annak jobb oldalán áll az 1849. május 12-én itt vívott csata emlékműve az elesett honvédek sírja felett.
- Pomlé nevezetű városi parkerdő. Az elsőként 1786-ban említett erdős terület a 19. század első felében már majálisok színhelye volt. Az 1956-ban épített szabadtéri színpada dal- és táncünnepélyek, koncertek helyszíne.
- Mátyás király mellszobrát 2016. november 13-án avatták fel.[11]
- A bősi víztározón (a településtől délnyugatra) található a Madár-sziget.
- A kitelepítettek emlékművét 2021. augusztus 2-án avatták fel. Alkotója Lipcsey György.

## Neves személyek
- Csiba Lajos (1901–1966) ornitológus, ornitológiai gyűjteményét a budapesti Madártani Intézetnek ajándékozta.
- Kalocsa Róza (1838-1903) az első okleveles tanítónő, író, műfordító, 1888-ban a somorjai népi iskola igazgatója és a Csallóköz főszerkesztője Somorján.
- Khin Antal (1884–1973) tanár, néprajzkutató és történész, számos tanulmányt írt a halászcéhekről és a csallóközi halászatról.
- Kunszt Károly (1859–1938) tanár, preparátor,[12] ornitológus, rangos gyűjteménye ma a Magyar Nemzeti Múzeum tulajdona.[13]
- Mayer Éva (*1983) Munkácsy-díjas grafikusművész
- Németh-Šamorínszky István (1896–1975) zeneszerző
- Bugár Béla (*1958) politikus, a Most-Híd elnöke
- Somorjai Kiss Tibor (*1959) Munkácsy-díjas grafikusművész
- Herczeg Peter fizikus és a város díszpolgára
- Tallós Prohászka István (1886–1974) festőművész
- Itt született 1832-ben Bánhegyi István egyházi író, tanár.
- Itt született 1923-ban ifj. Alojz Struhár festő[14]
- Itt született 1946-ban Szilvássy József közíró, lapszerkesztő.
- Itt született 1952-ben Ürge Mária pedagógus, néprajzkutató.
- Itt hunyt el 1977-ben Fizély Ödön evangélikus lelkész, a két világháború közti csehszlovákiai magyar evangélikusok egyik vezetője.
- Itt hunyt el 2004-ben Skriba Pál szlovákiai magyar képzőművész, pedagógus.
- Itt hunyt el 2021-ben Bálint Lajos felvidéki pedagógus, tudományos kutató.
- Itt szolgált Illyés István József (1650-1711) nagyprépost, apát, kanonok és címzetes szendrői (szamandriai) püspök.
- Itt szolgált Schnausz György (1804-1878) kurtakeszi alesperes.
- Itt szolgált Számord Ignác (1857-1934) római katolikus plébános.
- Itt szolgált Austerlitz Sámuel (1871-1939) miskolci ortodox főrabbi.
- Itt szolgált Seemayer Vilmos (1879-1940) hadifogolytábor-parancsnok.
- Itt szolgált Zelliger Ernő (1892–1972) somorjai ügyvéd, közjegyző, polgármester.
- Itt szolgált Czigány Imre (1917-1985) plébános, meghurcolt magyar pap.
- Itt szolgált Fóthy János (1938) állatorvos, élelmiszer-higiénikus, helytörténeti író.
- Itt tanult Alojz Struhár (1892-1968) illusztrátor, festő, tanár.
- Itt tanult Marta Podhradská (1949-2023) szlovák költő, műfordító és politikus.

## Kultúra
- Csalló Népművészeti Együttes (alapítva 1977-ben)
- Híd vegyeskar
- Művelődési házát 1981-ben építették.
- Rómeó Vérzik rock zenekar
- The Butchers blues-rock zenekar
- Konflikt punk-rock zenekar
- mozi.club alternatív kultúrház/klubház (nyitott 2015 április 25-én)
- DUNARTCOM Somorjai Nemzetközi Művésztelep
- SAMARIA KLEZMER BAND
- Varkocs folk-punk zenekar

## Testvérvárosok
- Gyergyószentmiklós, Románia
- Mosonmagyaróvár, Magyarország
- Hainburg, Ausztria
- Leiderdorp, Hollandia